# Seelenverwandtschaft
Als Seelenverwandtschaft bezeichnet man eine Verbindung zwischen zwei Personen, die sich durch eine tiefe, als naturgegeben erscheinende Wesensähnlichkeit verbunden fühlen, was sich in Liebe, Kommunikation, Intimität, Sexualität oder Spiritualität äußern kann.
Eine mystische und esoterische Erklärung der Seelenverwandtschaft ist das Konzept der Dualseelen, das von einer überzeitlichen (ewigen) Verbindung zweier Seelen ausgeht, die sich in der irdischen Verbundenheit der betreffenden Menschen zeige. Nach Lehren, die in manchen Kreisen der New-Age-Spiritualität vertreten werden, handelt es sich gleichsam um zwei Hälften einer seelischen Einheit. Doch nicht jeder, der den Gedanken der Seelenverwandtschaft vertritt, akzeptiert solche Erklärungen.

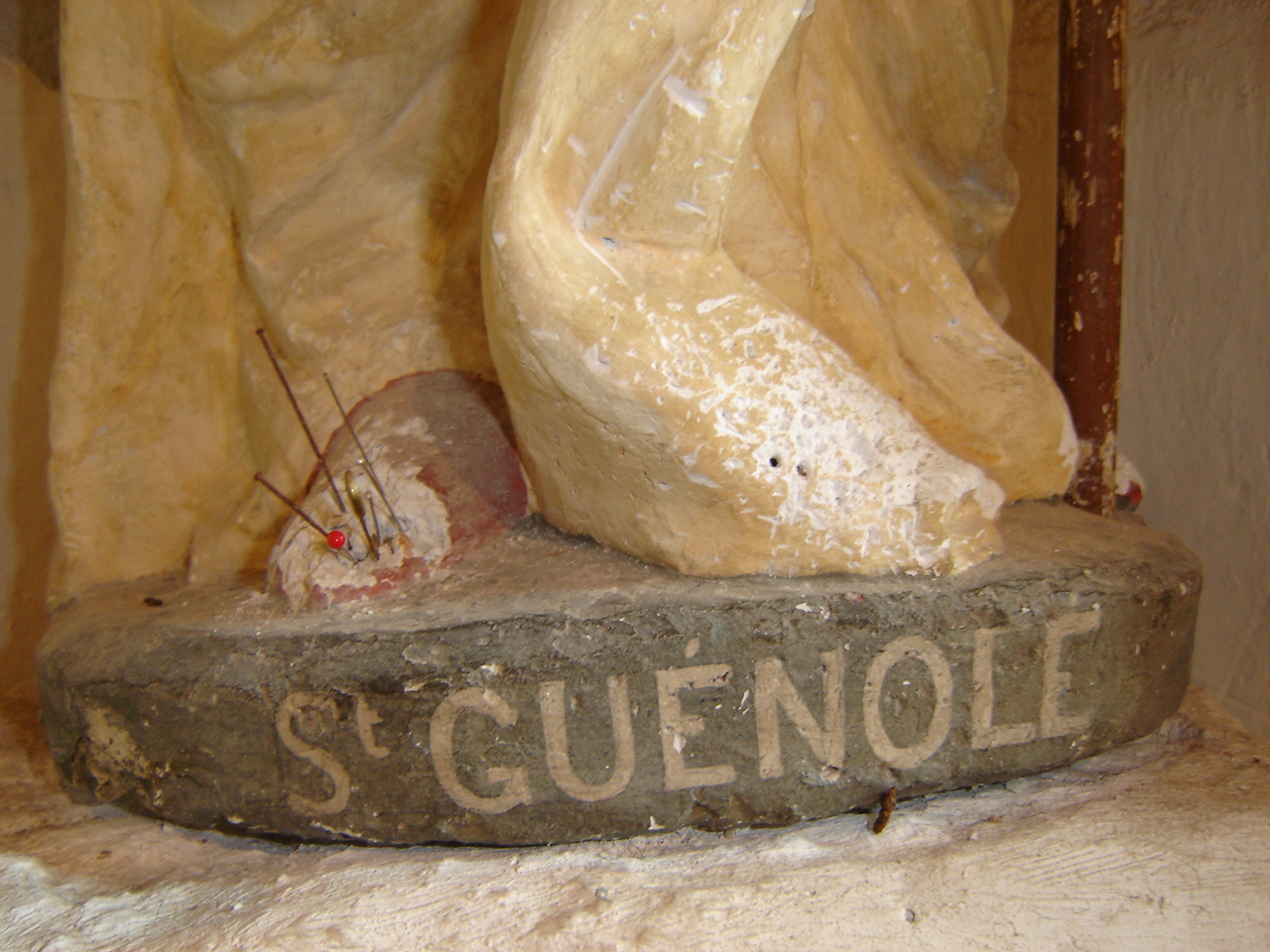
Die Füße der Statue des Hl. Guénolé in einer Kapelle in Prigny (Département Loire-Atlantique) sind mit Nadeln durchstochen von Mädchen aus der Gegend, die ihre Seelenverwandten zu finden hoffen.

## Antikes Griechenland
Platon lässt in seinem Dialog Symposion den Komödiendichter Aristophanes den Mythos von den Kugelmenschen erzählen. Diesem Mythos zufolge hatten die Menschen ursprünglich vier Arme, vier Beine und einen Kopf mit zwei Gesichtern. Zur Strafe für ein Vergehen zerlegte Zeus die Kugelmenschen in zwei Hälften. Diese Hälften sind die heutigen Menschen. Sie leiden unter ihrer Unvollständigkeit; jeder sucht die verlorene andere Hälfte. Die Sehnsucht nach der einstigen Ganzheit zeigt sich in Gestalt des erotischen Begehrens, das auf Vereinigung abzielt.

## Theosophie
Der Theosophie zufolge, deren Behauptungen von Edgar Cayce geändert wurden, schuf Gott androgyne Seelen – gleichermaßen männlich und weiblich.
Spätere Theorien postulieren, dass die Seelen in getrennte Geschlechter aufgeteilt sind,
möglicherweise wegen des während des Spielens rundum auf der Erde entstandenen Karmas oder der „Trennung von Gott“. Im Laufe einer Reihe von Wiedergeburten sucht jede Hälfte die andere. Wenn alle karmische Schuld bereinigt ist, werden die beiden wieder miteinander verschmelzen.

## Bashert: jüdische Auffassung von Seelenverwandtschaft
Bashert (באַשערט) ist ein jiddisches Wort, das „Schicksal“ bedeutet. Es wird häufig im Zusammenhang mit göttlich vorherbestimmter Ehegatte oder Seelenverwandter verwendet, bezeichnet als „basherte“ (weiblich) oder „basherter“ (männlich). Das Wort findet auch Verwendung, um das Geschick oder Schicksal eines günstigen oder wichtigen Ereignisses, einer Freundschaft oder eines Geschehens zum Ausdruck zu bringen.
Die Idee von Seelenverwandten findet sich in der klassischen rabbinischen Literatur. Das Sprichwort, „Ehen werden im Himmel geschlossen“ wird durch eine Geschichte aus dem Midrasch veranschaulicht:
Nachdem eine römische Hausmutter von Rabbi Jose ben Chalafta gehört hatte, dass Gott alle Ehen arrangiert, sagte sie, dies sei eine leichte Sache und prahlte, dass sie dazu ebenso befähigt sei. So versammelte sie ihre Sklaven und Sklavinnen und sortierte sie paarweise. Am nächsten Morgen aber kamen sie alle zu ihr, um sich zu beschweren. Da gab sie zu, dass für geeignete Ehen göttliche Intervention notwendig sei.
(Genesis Rabba lxviii. 3-4).
Doch sogar Gott selbst findet die Fügung der richtigen Partner ebenso schwierig wie die Teilung des Roten Meeres.
(Genesis Rabba lxviii. 3-4; also Babylonischer Talmud, tractates Soṭah 2a; Sanhedrin 22a; comp. M. Ḳhhh. 18b; „Sefer Hasidim,“ § 1128).
Im modernen Sprachgebrauch sagen jüdische Single, sie suchen ihren Bashert; das heißt, sie suchen die Person, die sie perfekt ergänzen und welche sie perfekt ergänzt. Da davon ausgegangen wird, dass von Gott vorherbestimmt wurde, wen man heiratet, gilt der Ehegatte als der Bashert per Definition, unabhängig davon, ob des Paares Eheleben gut läuft oder nicht.